# Orebić
Orebić (italienska: Sabbioncello) är en kommun och ort i landskapet Dalmatien i Kroatien. Kommunen har 4 101 invånare (2011) varav 1 968 invånare bor i tätorten. 
Orebić ligger på Pelješac-halvön i Dubrovnik-Neretvas län och är befolkningsmässigt halvöns största ort. Via färjeförbindelse är orten förbunden med Korčula på ön med samma namn.

## Demografi
Orebić utgör huvudorten i kommunen med samma namn. Utöver centralorten finns det 13 samhällen i kommunen. Nedan följer kommunens samtliga bosättningar samt deras invånarantal vid folkräkningen 2011:
| Bosättning    | Antal invånare |
| ------------- | -------------- |
| Donja Banda   | 149            |
| Kućište       | 212            |
| Kuna Pelješka | 218            |
| Lovište       | 229            |
| Nakovanj      | 3              |
| Orebić        | 1968           |
| Oskorušno     | 100            |
| Pijavičino    | 113            |
| Podgorje      | 172            |
| Podobuče      | 34             |
| Potomje       | 255            |
| Stanković     | 246            |
| Trstenik      | 116            |
| Viganj        | 280            |

### Fotnoter
1. 1 2 3  ”Census of Population, Households and Dwellings 2011, First Results by Settlements” (på engelska och kroatiska) ( PDF). Kroatiska statistiska centralbyrån. Arkiverad från originalet den 19 augusti 2014. https://web.archive.org/web/20140819030849/http://www.dzs.hr/Hrv_Eng/publication/2011/SI-1441.pdf. Läst 26 oktober 2013.
2. ↑  Orebic.hr - Kommunen Orebićs officiella webbplats (kroatiska)